# Adenomus kelaartii
Adenomus kelaartii – gatunek cejlońskiego płaza bezogonowego z rodziny ropuchowatych (Bufonidae).

## Występowanie
Zwierzę jest endemitem Sri Lanki. Zamieszkuje środkową i południowo-zachodnią część wyspy, nie sięgając jej wybrzeża.
Zasiedla ono wysokości pomiędzy 30 a 1230 metrów nad poziomem morza. Zamieszkuje las deszczowy. Zazwyczaj żyje na ziemi, ale może też prowadzi w połowie nadrzewny tryb życia.

## Rozmnażanie
Rozmnaża się z udziałem środowiska wodnego. W istniejących cały rok zbiornikach dorastają kijanki.

## Status
Międzynarodowa Unia Ochrony Przyrody (IUCN) od 2020 roku uznaje Adenomus kelaartii za gatunek narażony (VU, ang. Vulnerable); wcześniej, od 2004 roku klasyfikowała go jako gatunek zagrożony (EN, Endangered).
Gatunek wydaje się pospolity w miejscu swego występowania.
Jego liczebność ulega spadkowi. Zwierzęciu zagrażają deforestacja, zatrucie środowiska i pochłaniające coraz większe obszary uprawy kardamonu.